# Ommata demissa
Ommata demissa là một loài bọ cánh cứng trong họ Cerambycidae.